# Calectasia grandiflora
Calectasia grandiflora är en enhjärtbladig växtart som beskrevs av Balthazar Preiss. Calectasia grandiflora ingår i släktet Calectasia och familjen Dasypogonaceae. Inga underarter finns listade.